# 小行星1299
小行星1299（1299 Mertona）是一颗围绕太阳公转的小行星。1934年1月18日，居伊·萊斯在阿尔及尔发现了此天体。
該小行星以英國天文學家傑拉德·默頓（Gerald Merton）命名。
这颗小行星的绝对星等为260.86895等。